# توری، شهرستان پارنو
توری (به لاتین: Tori) یک منطقهٔ مسکونی در استونی است که در دهستان توری واقع شده‌است.

## نگارخانه

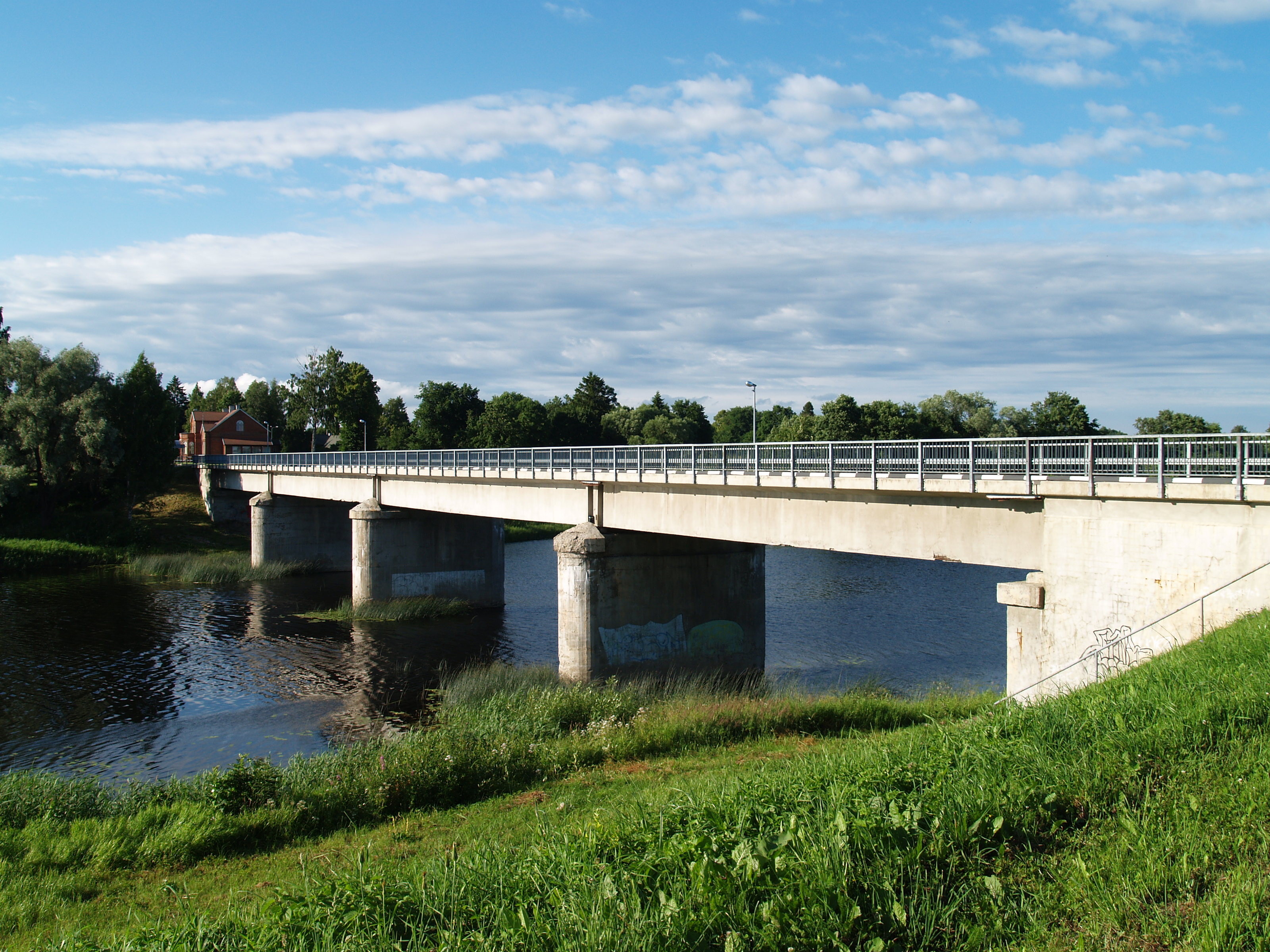
رود پارنو
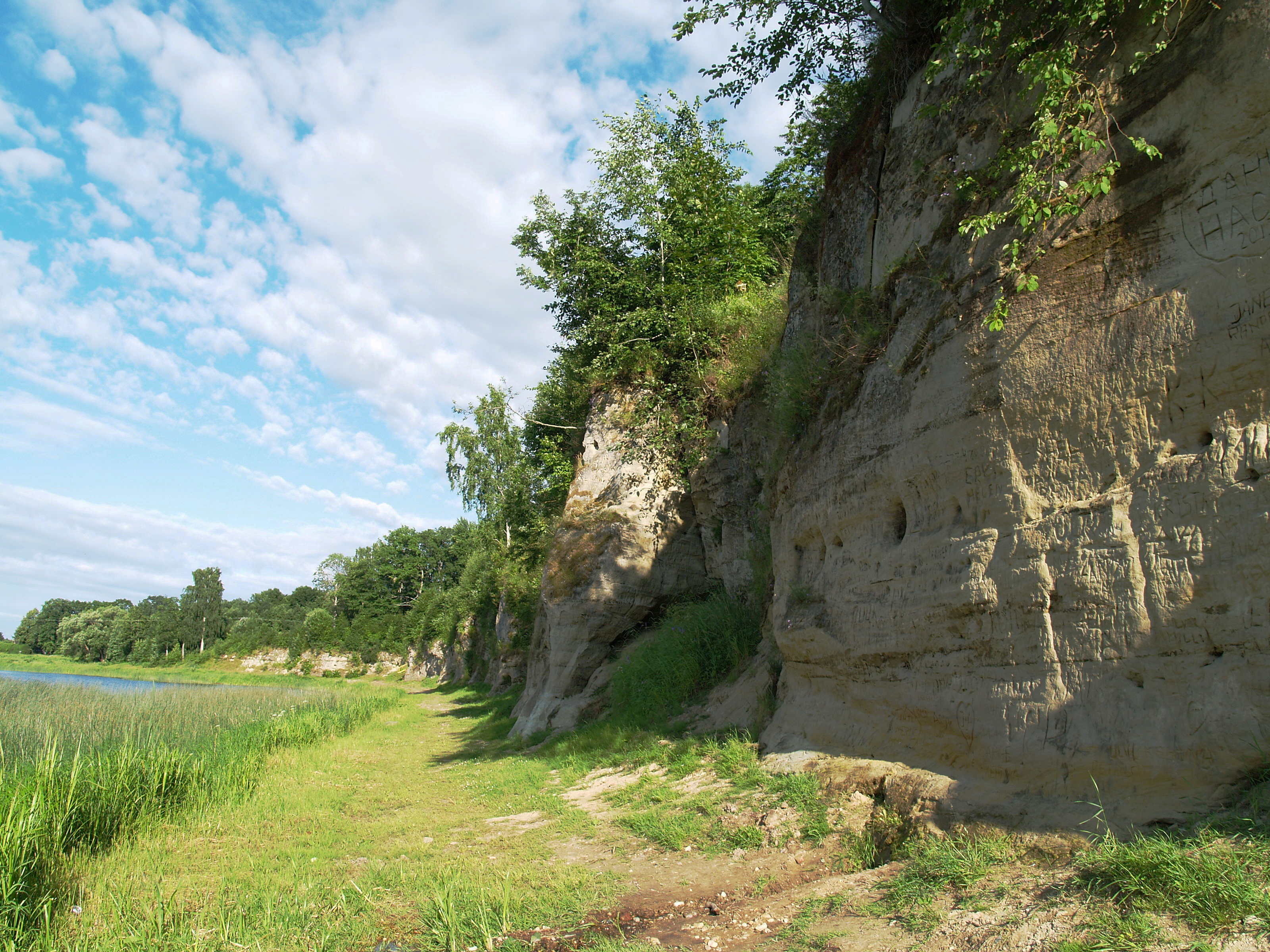
Sandstone outcrop
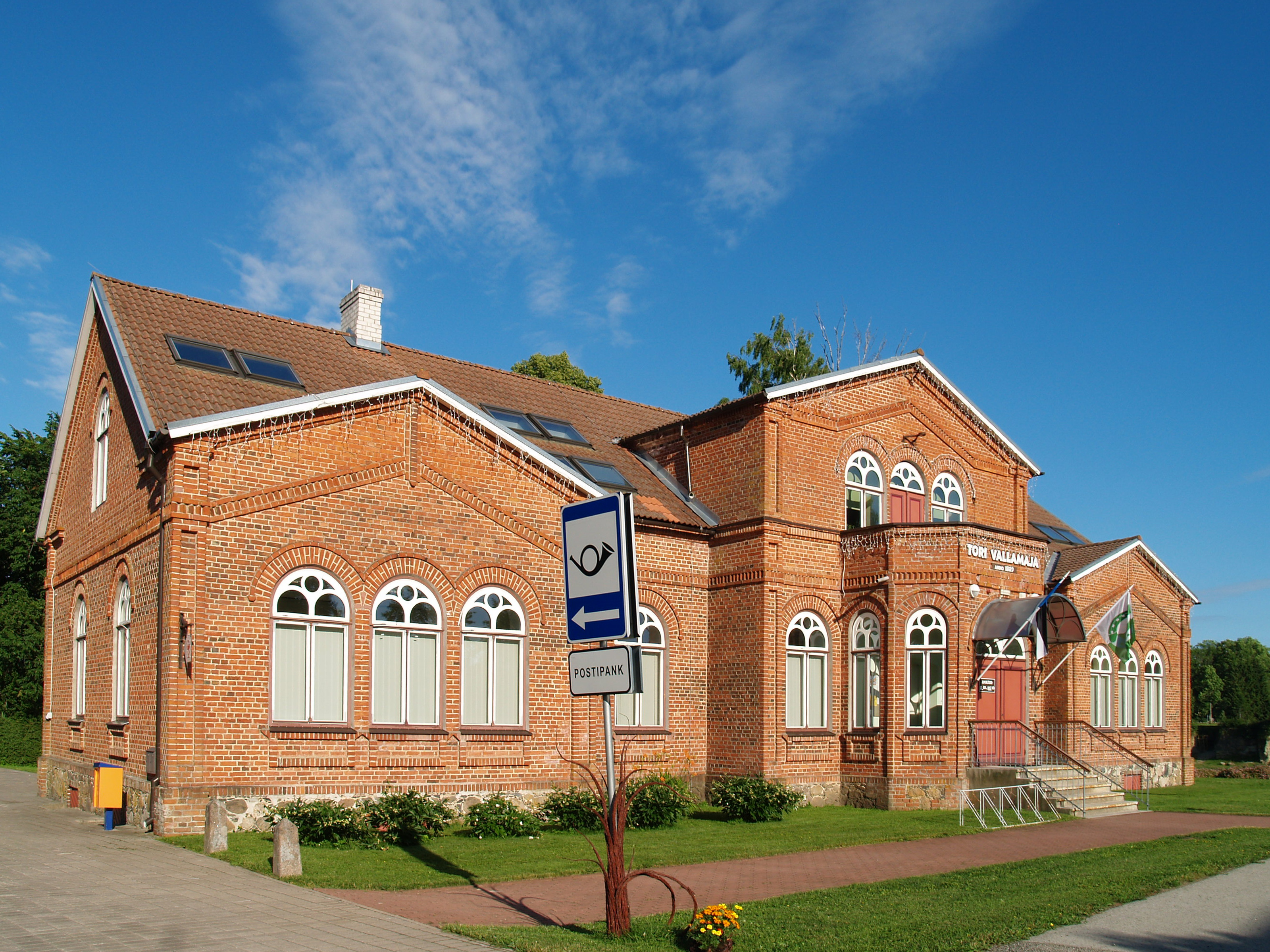
Tori parish house
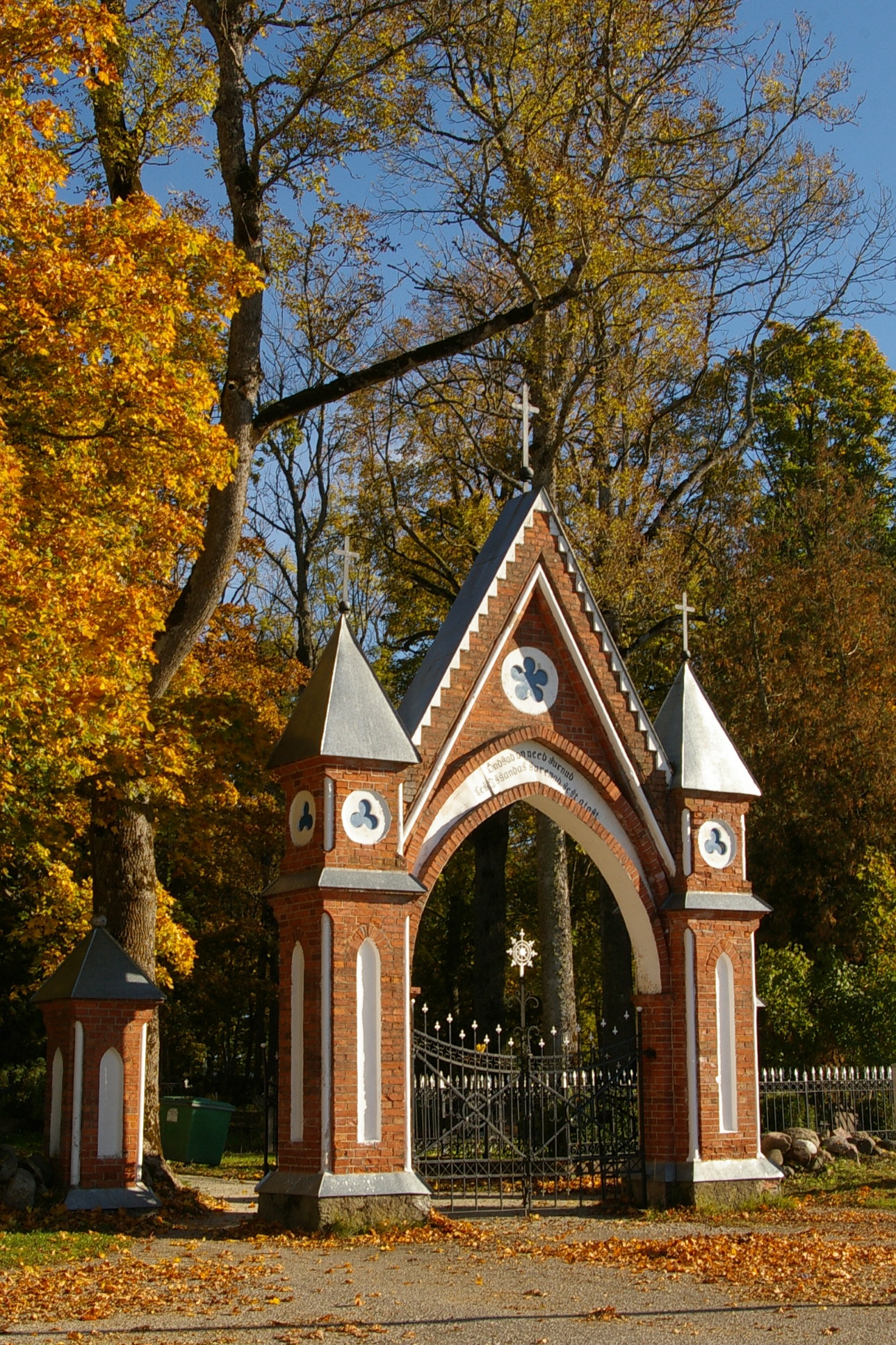
Gates of Tori cemetery